# Temnikov
Temnikov (en russe : Темников) est une ville de la république de Mordovie, en Russie, et le centre administratif du raïon de Temnikov. Sa population s'élevait à 6 689 habitants en 2014.

## Géographie
Temnikov est située sur la rive droite de la rivière Mokcha, un affluent de l'Oka. Elle se trouve à 137 km au nord de Saransk, la capitale de la Mordovie.

## Histoire
La ville est fondée en 1536 en tant que fort protégeant la frontière sud-est de la Russie. Elle obtient le statut de ville en 1779.
Elle est prise en 1670 lors de la révolte des paysans menée par Stenka Razine, et à laquelle participe également Alena Arzamasskaia.
Le camp de travail pénitentiaire Temlag a fonctionné à Temnikov de 1931 à 1948.

## Population
Recensements (*) ou estimations de la population
| 1856  | 1897* | 1926* | 1939* | 1959* |
| ----- | ----- | ----- | ----- | ----- |
| 6 800 | 5 399 | 4 502 | 5 500 | 6 159 |

| 1970* | 1979* | 1989* | 2002* | 2010* |
| ----- | ----- | ----- | ----- | ----- |
| 6 579 | 7 654 | 9 172 | 8 375 | 7 243 |

| 2013  | 2014  | - | - | - |
| ----- | ----- | - | - | - |
| 6 860 | 6 689 | - | - | - |

## Galerie

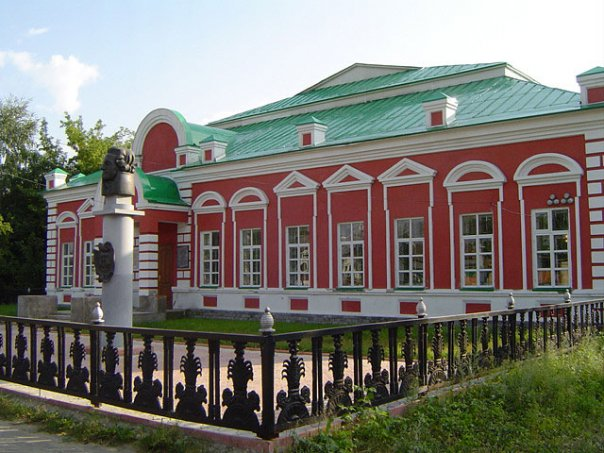
Musée d'histoire locale.

### Liens exterexternes
- Ressource relative à la géographie :   - OKATO
- (ru) Informations sur Temnikov
- (ru) Portail